# クラウス・オフナー
クラウス・オフナー（Klaus Ofner、1968年8月15日 - ）はオーストリア、シュタイアーマルク州ムーラウ出身の元ノルディック複合選手。1980年代後半から1990年代前半にかけて活躍した。

## プロフィール
1988年のカルガリーオリンピック代表に19歳で抜擢され個人戦22位となった。
1989年ノルディックスキー世界選手権では個人戦10位、団体戦は前半ジャンプで首位に立ったものの後半クロスカントリーが10位のタイムで順位を落とし5位に終わった。
1991年ノルディックスキー世界選手権では大活躍を見せる。個人戦の前半ジャンプで1位となり、クロスカントリーで順位を落としたものの銅メダルを獲得、団体戦では金メダルを獲得した。
1992年アルベールビルオリンピック個人戦ではジャンプで1位となったが後半クロスカントリーは21位のタイムで結局5位、しかし団体戦では銅メダル獲得に貢献した。
1993年ノルディックスキー世界選手権では団体7位、1995年ノルディックスキー世界選手権では団体5位の成績を残した。